# 스토필라 순주
스토필라 순주(영어: Stoppila Sunzu, 1989년 6월 22일 ~ )는 잠비아의 축구 선수로 현재 중국 갑급리그 지난 싱저우에서 수비수로 활동 중이며 2012년 아프리카 네이션스컵 우승의 주역 중 하나다.